# بيرسي باسيت
بيرسي باسيت (بالإنجليزية: Percy Bassett)‏ (3 يناير 1930 - 15 يوليو 1993) هو ملاكم أمريكي، صنّف ضمن فئة وزن الريشة ‏.